# ذئب شمالي غربي
الذئب الشمالي الغربي (الاسم العلمي: Canis lupus occidentalis)، المعروف أيضًا باسم ذئب وادي ماكينزي، أو ذئب الأشجار الألاسكي، أو ذئب الغابات الكندي، هو نويع من الذئب الرمادي يعيش في غرب أمريكا الشمالية. وتنتشر في ألاسكا، ووادي نهر ماكينزي العلوي؛ وجنوبًا في جميع أنحاء المقاطعات الكندية الغربية، وكذلك شمال غرب الولايات المتحدة. يمكن القول إنها أكبر نويعات الذئاب الرمادية في العالم.